# Lycée Saint-Charles (Marseille)
Pour les articles homonymes, voir Lycée Saint-Charles.
 (février 2013).
Si vous disposez d'ouvrages ou d'articles de référence ou si vous connaissez des sites web de qualité traitant du thème abordé ici, merci de compléter l'article en donnant les références utiles à sa vérifiabilité et en les liant à la section « Notes et références ».
 (février 2013).
Le lycée Saint-Charles est un lycée général et technologique public, fondé en 1856 et situé en centre-ville, dans le 1er arrondissement de Marseille, au sud des voies de la gare Saint-Charles à cheval entre l'ancienne colline Saint-Charles et le plateau Longchamp.
Un certain nombre de personnalités y ont étudié ou enseigné. Georges Pompidou y a enseigné les lettres au début de sa carrière, Édouard Daladier y enseigna l'histoire-géographie. Aussi, Marcel Pagnol y fut répétiteur d'anglais et plus récemment, Jean Peyrelevade, Alain Erlande-Brandenburg, Marcel Roncayolo et Élie Kakou y ont été élèves.
Il s'agit aussi d'un lycée qui contient plusieurs sections internationales, telles que la section BFI (version réformée de l'OIB), une section Bachibac et la seule section Abibac de Marseille. 

## Histoire
En 1856, la congrégation des Frères de la doctrine chrétienne coordonnent la construction d’un nouvel établissement. En 1860, le pensionnat Sainte-Marie est ouvert et reçoit ses premiers élèves. L'actuel bâtiment général avait ses deux derniers étages utilisés pour l'internat avec environ 500 lits.
À la fin de l’année 1860, on inaugure la chapelle, détruite en 1956. On comptait au pensionnat surtout des fils de marins et boursiers « cochinchinois », originaires d’une colonie vietnamienne longtemps fidèle à Saint-Charles. En 1905, la loi de séparation des Églises et de l'État provoque l'expulsion des Frères. 
Le lycée Thiers se trouvant dans l'incapacité de faire face à son succès dans les années 1900, crée deux annexes au lycée : l'annexe Périer, qui deviendra plus tard le lycée Périer, et l'annexe Saint-Charles, qui devient en 1929 indépendant. 
L'Amicale des anciens élèves du lycée Saint-Charles a été fondée en 1947 et n'existe plus (2015).
En 1998, une brève scène du film Taxi y est tournée pour imiter la sortie d'un commissariat.

## Classements

### Enseignement secondaire
En 2016, le lycée se classe 49e sur 77 au niveau départemental quant à la qualité d'enseignement. Le classement s'établit sur trois critères : le taux de réussite au bac, la proportion d'élèves de première qui obtient le baccalauréat en ayant fait les deux dernières années de leur scolarité dans l'établissement, et la valeur ajoutée (calculée à partir de l'origine sociale des élèves, de leur âge et de leurs résultats au diplôme national du brevet).

### Classes préparatoires aux grandes écoles
Le classement national des classes préparatoires aux grandes écoles (CPGE) se fait en fonction du taux d'admission des élèves dans les grandes écoles. En 2015, L'Étudiant donnait le classement suivant pour les concours de 2014 :
| Filière | Élèves admis dans une grande école* | Taux d'admission* | Taux moyen sur 5 ans | Classement national | Évolution sur un an |
| --- | ----------------------------------- | ----------------- | -------------------- | ------------------- | ------------------- |
| ECE | 2 / 37 élèves                       | 5 %               | 5 %                  | 102 ex æquo sur 105 | 2                   |
| Source : Classement 2015 des prépas - L'Étudiant (Concours de 2014). * le taux d'admission dépend des grandes écoles retenues par l'étude. Par exemple, en filière ECE et ECS, ce sont HEC, ESSEC, et l'ESCP qui ont été retenues. |                                     |                   |                      |                     |                     |

## Personnalités liées au lycée

### Professeurs
- Édouard Daladier (professeur d'histoire, 1912)
- Jean-Paul de Dadelsen[8] (allemand, 1936-1938)
- Marcel Pagnol (répétiteur d'anglais, 1920-1922)[9]
- Gustave Malcuit
- Georges Pompidou (français, latin, grec, 1935-1938)
- Lucien Sève

### Élèves
- Louis Althusser[10]
- Bruno Gilles[11]
- Élie Kakou[11]